# Karima Taggaz
Karima Taggaz (arabe : كريمة التقاز), née en 1982 à Paris, est une femme politique franco-tunisienne membre du parti islamiste Ennahdha.
Candidate à l'Assemblée des représentants du peuple à l'occasion des élections de 2014 comme représentante de son parti dans la première circonscription de la France, elle entre à l'assemblée après la nomination de Sayida Ounissi au sein du gouvernement Chahed.

## Biographie
Karima Taggaz, née en 1982 à Paris, est originaire de Tataouine ; son père est un exilé politique qui a fui la Tunisie en 1981 à cause de son appartenance politique (Mouvement de la tendance islamique) pour se réfugier en France. Elle visite la Tunisie pour la première fois après la révolution de 2011, accompagnée de sa famille.
Elle commence ses activités militantes à l'âge de seize ans, au sein de plusieurs organisations et associations tunisiennes hostiles au régime du président Zine el-Abidine Ben Ali et actives en faveur des droits de l'homme.
Elle obtient une licence en psychologie à l'université Paris-Descartes, puis un master en sciences de l'éducation.
Après la révolution, à l'occasion des élections du 23 octobre 2011 destinées à désigner une assemblée constituante, elle termine quatrième sur la liste d'Ennahdha dans la première circonscription de la France, mais seuls les deux premiers candidats obtiennent des sièges.
Pendant trois ans, elle est membre du bureau central de la communication et de l'information de son parti.
À nouveau candidate sur la liste d'Ennahdha dans la première circonscription de la France lors des élections législatives du 26 octobre 2014, elle termine en troisième position et c'est seulement le 16 septembre 2016 qu'elle entre à l'Assemblée des représentants du peuple après la nomination de Sayida Ounissi au sein du gouvernement Chahed. Dans cette assemblée, elle est membre de la commission de l’industrie, de l’énergie, des ressources naturelles, de l’infrastructure et de l’environnement, ainsi que de la commission des affaires des Tunisiens à l’étranger.